# 王朝器
王朝器（？—？），字大器，福建興化府莆田縣人，軍籍，明朝政治人物。進士出身。

## 生平
早年出身府學增廣生，福建鄉試第五十一名。成化十四年（1478年）戊戌科會試第三百三十一名，殿試登進士第三甲第一百九十五名。

## 家族
曾祖父王伯履。祖父王原遠。父亲王廷燦。